# Saperda gilanensis
Saperda gilanensis es una especie de escarabajo longicornio del género Saperda, tribu Saperdini, subfamilia  Lamiinae. Fue descrita científicamente por Shapovalov en 2013.

## Descripción
Mide 8,5-12 milímetros de longitud.

## Distribución
Se distribuye por Irán.